# Rudolph Strauß
Rudolph Strauß (* 28. August 1904 in Niederwiesa; † 27. Mai 1987 in Berlin) war ein deutscher Pädagoge und Archivar.

## Leben
Strauß stammte aus einer kinderreichen Familie. Sein Vater war Handelsvertreter. Von 1918 bis 1925 besuchte er das Lehrerseminar in Frankenberg/Sa. Als Lehrer wirkte er anschließend an mehreren Hilfs- und Volksschulen. 1929 kam er nach Chemnitz. Hier war Strauß Lehrer für Geografie und Wirtschaft an der Marxistischen Arbeiterschule.
Bereits mit 22 Jahren war Strauß in die KPD eingetreten. Er wirkte in zahlreichen der Partei nahestehenden Massenorganisationen, darunter der Internationale der Bildungsarbeiter, der Roten Hilfe und vor allem im Verband der Proletarischen Freidenker.
Von Mitte Oktober bis Ende November 1934 wurde Strauß im Chemnitzer Polizeipräsidium und Gerichtsgefängnis und im KZ Sachsenburg inhaftiert. Da ihm keine Arbeit für die KPD nachgewiesen werden konnte, wurde er wieder entlassen. Schon vor dem 8. Mai 1945 gehörte Strauß zu den Mitbegründern des Antifaschistischen Ausschusses in Chemnitz-Bernsdorf.
Nach dem Zweiten Weltkrieg wirkte Strauß als Mitglied der SED an der Ausbildung von Neulehrern mit und wurde Direktor der Brühlschule in Chemnitz. Aufgrund eines Gehörleidens war er gezwungen, den Beruf zu wechseln. 1947 übernahm er trotz fehlender Fachausbildung die Leitung des Stadtarchivs Chemnitz. Im März 1947 war er Mitbegründer des „Ausschusses zur Förderung der Geschichte der Arbeiterbewegung“. Außerdem war er aktiv in der Urania-Gesellschaft, in den Redaktionsbeiräten der Zeitschriften Natur und Heimat, Sächsische Heimatblätter und als Herausgeber der „Beiträge zur Heimatgeschichte von Karl-Marx-Stadt“. Insgesamt stammen weit über 100 wissenschaftliche Abhandlungen aus seiner Feder.
1960 wurde ihm „in Anerkennung seiner Verdienste um die Erforschung der Lage und der Bewegung der Chemnitzer Arbeiter in der ersten Hälfte des 19. Jahrhunderts, mit der er ein Vorbild für ähnliche Untersuchungen auch über andere Zentren der Arbeiterbewegung gegeben hat“, von der Deutschen Akademie der Wissenschaften zu Berlin die Leibniz-Medaille verliehen. Weitere Ehrungen waren die Agricola-Ehrung 1955, die Johannes-R.-Becher-Medaille in Silber und die Ernst-Moritz-Arndt-Medaille.
Zu seinem 66. Geburtstag erhielt er 1970 durch Karl Czok die Ehrendoktorwürde der Karl-Marx-Universität Leipzig verliehen. Czok bestätigte, dass der Geehrte „von einer leidenschaftlichen Parteinahme für die Sache der revolutionären Arbeiterklasse und ihrer Partei erfüllt ist, der ihr Geschichte in einem der traditionsreichsten Zentren der deutschen Arbeiterbewegung ein Leben lang erforschte. Mit seinem Lebenswerk“ sei „der Stadtarchivar von Karl-Marx-Stadt zu einer Forscherpersönlichkeit, die in den Kreisen der Historiker und Archivare weit über die Grenzen der DDR hinaus bekannt“ sei, geworden.
Da sein Gehör so schlecht geworden war, dass er Gesprächen nicht mehr folgen konnte, ging er 1971 in den Ruhestand. Sein Nachfolger als Direktor des Stadtarchivs wurde Helmut Bräuer.
Jürgen Kuczynski nannte Strauß zu dessen achtzigstem Geburtstag einen „Nestor seines Gebiets“ und „tüchtigen Gelehrten und prächtigen Menschen“.

## Werke (Auswahl)
- Die Chemnitzer Arbeiterbewegung unter dem Sozialistengesetz, Berlin: Verl. Tribüne 1954
- (mit Siegfried Becker und Hans-Joachim Schröter): Die unmittelbaren Auswirkungen der Großen Sozialistischen Oktoberrevolution auf die Arbeiterbewegung in Chemnitz, Karl-Marx-Stadt 1971 (Beiträge zur Heimatgeschichte von Karl-Marx-Stadt; 18)